# Лагоа-да-Конфузан

Лагоа-да-Конфузан на карте штата.

Лагоа-да-Конфузан (порт. Lagoa da Confusão) — муниципалитет в Бразилии, входит в штат Токантинс. Составная часть мезорегиона Западный Токантинс. Входит в экономико-статистический микрорегион Риу-Формозу. Население составляет  10 210 человек на 2010 год. Занимает площадь 10 564,666 км². Плотность населения — 0,97 чел./км².

## Демография
Согласно сведениям, собранным в ходе переписи 2010 г. Национальным институтом географии и статистики (IBGE), население муниципалитета составляет:
| Полное население                               | Полное население                               | Полное население                               | Полное население                               | 10 210 |
| ---------------------------------------------- | ---------------------------------------------- | ---------------------------------------------- | ---------------------------------------------- | ------ |
| в том числе:                                   | Городское население                            | 6 332                                          | Процент городского населения, %                | 62,02  |
|                                                | Сельское население                             | 3 878                                          | Процент сельского населения, %                 | 37,98  |
|                                                | Мужское население                              | 5 525                                          | Процент мужского населения, %                  | 54,11  |
|                                                | Женское население                              | 4 685                                          | Процент женского населения, %                  | 45,89  |
| Плотность населения, чел/км²                   | Плотность населения, чел/км²                   | Плотность населения, чел/км²                   | Плотность населения, чел/км²                   | 0,97   |
| Население муниципалитета в % к населению штата | Население муниципалитета в % к населению штата | Население муниципалитета в % к населению штата | Население муниципалитета в % к населению штата | 0,74   |

По данным оценки 2016 года население муниципалитета составляет 12 184 жителя.

## Статистика
- Валовой внутренний продукт на 2003 составляет 66.449.294,00 реалов (данные: Бразильский институт географии и статистики).
- Валовой внутренний продукт на душу населения на 2003 составляет 8.566,37 реалов (данные: Бразильский институт географии и статистики).
- Индекс развития человеческого потенциала на 2000 составляет 0,670 (данные: Программа развития ООН).

## Важнейшие населенные пункты
| № | Населённый пункт      | Населённый пункт (порт.) | Категория         | Население чел. (2010) | На карте                        |
| - | --------------------- | ------------------------ | ----------------- | --------------------- | ------------------------------- |
| 1 | Лагоа-да-Конфузан     | Lagoa da Confusão        | город             | 6332                  | 10°47′12″ ю. ш. 49°37′11″ з. д. |
| 2 | Санта-Изабел-ду-Морру | Santa Izabel do Morro    | индейская деревня | 654                   | 11°34′36″ ю. ш. 50°40′09″ з. д. |
| 3 | Алдея-Фонтура         | Aldeia Fontoura          | индейская деревня | 609                   | 11°20′41″ ю. ш. 50°41′49″ з. д. |
| 4 | Лороти                | Loroty                   | поселок           | 514                   | 11°10′51″ ю. ш. 49°52′24″ з. д. |
| 5 | Боа-Эсперанса         | Boa Esperança            | индейская деревня | 134                   | 11°26′52″ ю. ш. 50°01′01″ з. д. |
| 6 | Вари-Вари             | Wari-Wari                | индейская деревня | 55                    | 11°24′17″ ю. ш. 50°00′55″ з. д. |